# Carmelo Camet
Pour les articles homonymes, voir Camet.
Carmelo Félix Camet, né le 29 octobre 1904 à Paris et mort le 22 juillet 2007 à Buenos Aires, est un escrimeur argentin, ayant pour arme le fleuret.

## Biographie
Il est le fils de l'escrimeur Francisco Camet (es), qui est le premier sportif argentin à disputer les Jeux olympiques.
Carmelo Camet est sélectionné pour disputer les Jeux olympiques d'été de 1924 à Paris mais n'y participe pas ; il se consacre les années suivantes à ses études de droit. Il est médaillé de bronze olympique d'escrime dans l'épreuve de fleuret par équipes lors des Jeux olympiques d'été de 1928 à Amsterdam.
Il meurt en 2007.